# Sarmatia interitalis
Sarmatia interitalis là một loài bướm đêm trong họ Erebidae.